# 1972 en Algérie
Chronologie de l’Algérie
- 1968
- 1969
- 1970
- 1971
- 1972
- 1973
- 1974
- 1975
- 1976

Cet article présente les faits marquants de l'année 1972 en Algérie ou relatifs à l'Algérie; datation selon le calendrier grégorien.

## Événements
- Sous l'impulsion de Bélaïd Abdeslam,  Ministre de l'Industrie et de l'Énergie, un monopole d'État sur le commerce et la distribution est instauré, en 1972-1974, menant à la désorganisation de l'économie, à des pénuries chroniques sur certains produits, qui favorisent le système D, la spéculation commerciale et la corruption [1].
- Signature d'un accord algéro-marocain pour l'exploitation en commun de la mine de fer Ghar Jbeilat. Cet accord ne sera jamais mis en oeuvre[2].
- Achèvement de la tour de 22 étages de l'université des frères Mentouri construite de 1969 à 1972 par l'architecte Oscar Niemeyer.
- 8 au 17 mai : visite de Fidel Castro en Algérie (Alger, Ouargla, Hassi-Messaoud, Oran, Arzew, Mostaganem, Constantine, Skikda, Annaba)[3].
- 15 juin : signature d'un traité entre Boumédiène et Hassan II, définissant les frontières communes[4].

## Sports
- Algérie aux Jeux olympiques d'été de 1972

### Basket-ball
- Coupe d'Algérie de basket-ball 1971-1972
- Coupe d'Algérie de basket-ball 1972-1973

### Cyclisme
- Tour d'Algérie 1972

### Football
- Équipe d'Algérie de football en 1972
- Coupe du Maghreb des clubs champions 1971-1972
- Coupe du Maghreb des clubs champions 1972-1973
- Coupe du Maghreb des vainqueurs de coupe 1971-1972
- Coupe du Maghreb des vainqueurs de coupe 1972-1973
- Championnat d'Algérie de football 1971-1972
- Championnat d'Algérie de football 1972-1973
- Championnat d'Algérie de football de deuxième division 1971-1972
- Championnat d'Algérie de football de deuxième division 1972-1973
- Coupe d'Algérie de football 1971-1972
- Coupe d'Algérie de football 1972-1973
- Saison 1971-1972 de l'USM Alger
- Saison 1971-1972 du MC Alger
- Saison 1972-1973 du MC Alger
- Saison 1971-1972 du MO Constantine
- Saison 1972-1973 du MO Constantine
- Saison 1972-1973 de l'USM Blida

## Culture

### Cinéma
- Le Moineau (العصفور en version originale), film égypto-algérien réalisé par Youssef Chahine, sorti en 1972.
- Noua, film algérien réalisé par Abdelaziz Tolbi et sorti en 1972.
- La Guerre d'Algérie (documentaire, 1972), de Yves Courrière et Philippe Monnier.

### Télévision
- L'Algérie dix ans après : 1- L'Algérie des Algériens - documentaire de 86 minutes de Ange Casta avec la participation de Yacef Saadi et Djamila Boupacha[5].
- L'Algérie dix ans après : 2- L'Algérie des Français - documentaire de 125 minutes de Jean-Michel Meurice et Philippe Halphen avec la participation de Raoul Salan,  Maurice Challe,  Bernard Tricot, Jean Servier et Georges Buis[6].
- L'Algérie dix ans après : 3- L'Algérie d'aujourd'hui - documentaire de 82 min de Ange Casta et Jean-Michel Meurice avec la participation de Mouloud Mammeri et Ahmed Taleb Ibrahimi[7].

## Naissances en 1972
- Naissance en Algérie en 1972

## Décès en 1972
- Décès en Algérie en 1972